# Paróquia Imaculada Conceição (Mogi Guaçu)
A Igreja Matriz da Imaculada Conceição localizada em Mogi Guaçu, foi fundada em 1740 pelo bispo do Rio de Janeiro Antônio de Guadalupe e é uma das paróquias mais antigas do atual estado de São Paulo. Foi a segunda igreja do Brasil dedicada à Imaculada Conceição. Sua igreja, erguida por volta do ano 1650, mantém paredes de taipa de pilão e o modelo barroco colonial jesuítico. Teria servido como ponto de origem da cidade de Mogi Guaçu, na praça Rui Barbosa. Hoje está sob jurisdição da Diocese de São João da Boa Vista.